# Tongayi Chirisa
Tongayi Arnold Chirisa (nacido el 8 de agosto de 1981) es un actor y cantante de Zimbabue conocido por interpretar a Man Friday en la serie de televisión Crusoe de NBC, Father Nicholas en The Jim Gaffigan Show, Hekule en Mr. Bones 2: Hechicero del pasado Leon Schuster y Cheetor en Transformers: el despertar de las bestias.

## Educación
Chirisa asistió al Lomagundi College. También estudió para una Licenciatura en Artes en Actuación en Vivo en Escuela Sudafricana de Medios Cinematográficos y Actuaciones en Vivo .

## Carrera en la actuación
Interpretó el papel del "Detective Trevor Davies" en la popular serie de televisión de Zimbabue Studio 263. También apareció en numerosos largometrajes, siendo el más conocido Tanyaradzwa en 2004, por el que ganó el premio al Mejor Actor de Cine y Televisión.  También ha aparecido en videos musicales y es cantante. Además protagonizó una serie radiofónica Mopani Junction que fue sacada del aire en el punto álgido de la agitación política en Zimbabue. Ha sido nominado y ganado muchos premios NAMA en los últimos cinco años. Recientemente interpretó el papel principal en el largometraje de comedia Mr. Bones 2: Hechicero del pasado. Hizo una aparición dramática en la miniserie Rough dirigida por el director británico Andy Wilson, apareció en una película internacional Skin, dirigida por Anthony Fabian y coprotagonizada por Sam Neill, y protagonizó una serie dramática local Redemption para SABC 1. Interpretó a Man Friday en la serie de televisión internacional de NBC Crusoe, basada en la historia clásica Robinson Crusoe. También apareció en Sleepy Hollow basada en La leyenda de Sleepy Hollow de Washington Irving. Interpretó al padre Nicholas en The Jim Gaffigan Show (2017). Interpreta la voz de Cheetor en la película Transformers: el despertar de las bestias.

## Filmografía

### Películas
| Año  | Título                                    | Papel                | Notas        |
| ---- | ----------------------------------------- | -------------------- | ------------ |
| 2005 | Tanyaradzwa                               |                      |              |
| 2008 | Ace of Hearts                             | Tebsane Masa         | Cortometraje |
| 2008 | Zimbabwe                                  | Charles              |              |
| 2008 | Skin                                      | Sacredote            |              |
| 2008 | Mr. Bones 2: Hechicero del pasado         | Hekule               |              |
| 2009 | Gargoyle                                  | Themba               | Cortometraje |
| 2011 | Geezas                                    | Sammy the Mouth      |              |
| 2013 | Stand By                                  | Dee                  | Cortometraje |
| 2014 | Whipping Boy                              | Olly 'Napalm' Harris | Cortometraje |
| 2016 | Happiness Is a Four-letter Word           | Thomas               |              |
| 2017 | The Zim                                   | William Zimunya      | Cortometraje |
| 2020 | Palm Springs                              | Jerry Schlieffen     |              |
| 2020 | Antebellum                                | Eli Stokes/Profesor  |              |
| 2022 | Next Exit                                 | Padre Jack           |              |
| 2023 | Transformers: el despertar de las bestias | Cheetor (voz)        |              |

### Televisión
| Año       | Título                        | Papel                       | Notas                                               |
| --------- | ----------------------------- | --------------------------- | --------------------------------------------------- |
| 2002-2004 | Studio 263                    | Detective Trevor Davis      | Telenovela                                          |
| 2008–2009 | Crusoe                        | Friday                      | Protagonista                                        |
| 2009      | Diamonds                      | Oba Sewele                  | Película de televisión                              |
| 2010      | Mrs Mandela                   | Esposo                      | Película de televisión                              |
| 2010      | Barack Obama's Cousin         | Primo de Barack Obama       | Miniserie                                           |
| 2011      | NCIS: Los Angeles             | Interrogador                | Episodio: "Betrayal"                                |
| 2012      | American Horror Story: Asylum | Miles                       | Episodio: "Dark Cousin"                             |
| 2012      | H+: The Digital Series        | Soldado africano            | 2 episodios                                         |
| 2013      | Sleepy Hollow                 | Arthur Bernard              | Episodio: "The Sin Eater"                           |
| 2013      | Gaffigan                      | Father Nicholas Ngungumbane | Película de televisión                              |
| 2015      | Whitney                       | Gary Houston                | Película de televisión                              |
| 2015–16   | The Jim Gaffigan Show         | Padre Nicholas              | Protagonista                                        |
| 2016      | Mars Project                  | Neil Cormack                | Película de televisión                              |
| 2017–2019 | iZombie                       | Justin Bell                 | Recurrente (temporada 3), invitado (temporadas 4–5) |
| 2018      | Hawaii Five-0                 | Don                         | Episodio: "Kopi Wale No I Ka I'a A 'Eu No Ka Ilo"   |
| 2018      | The Guest Book                | Kwame                       | Episodio: "2.5"                                     |
| 2020      | The Good Doctor               | Kerryś Husband              | Invitado (temporada 3, episodio 11)                 |
| 2021      | Another Life                  | Richard Ncube               | Recurrente (temporada 2)                            |
| 2022      | Women of the Movement         | Medgar Evers                | 4 episodios                                         |
| 2023      | Mayfair Witches               | Ciprien                     | 8 episodios                                         |